# Von Reisenden und Magiern
Von Reisenden und Magiern (Dzongkha: ཆང་ཧུབ་ཐེངས་གཅིག་གི་འཁྲུལ་སྣང) ist ein Film aus Bhutan aus dem Jahr 2003. Es ist der zweite international vertriebene Spielfilm aus Bhutan.
Der Spielfilm, dem keine Bewertung durch die Bundesprüfstelle für jugendgefährdende Medien voranging, wurde am 12. Dezember 2007 als deutsche Fernsehpremiere auf dem deutsch/französischen Kulturkanal arte in Originalsprache mit deutschen Untertiteln ausgestrahlt.

## Handlung
Dondup ist ein junger Dorfbewohner aus Bhutan mit großen Plänen: Nach Amerika zu gehen, in das Land, dessen Rockmusik er andauernd hört, das Land der Schuhe, die er trägt, und das Land des Mädchens, in das er verliebt ist. Deshalb hat er für die Traditionen des eigenen Landes wenig übrig.
Als Dondup nach Thimphu reist, um das amerikanische Visum zu erhalten, begegnet er Menschen, die immer mehr versuchen, ihn von seinem Vorhaben abzuhalten: Ein Apfelhändler, ein Säufer, ein verwitweter Reispapierhersteller und ein buddhistischer Mönch werden zu seinen Begleitern. Der Mönch erzählt ihm die Geschichte von Tashi, einem unruhigen Bauernjungen, der ebenso wie Dondup von einem besonderen Leben träumte. Aus der Geschichte lernt Dondup, dass man nicht unbedingt immer weit weg gehen muss, um sein Glück zu finden. Es bleibt allerdings offen, ob Dondup das Visum bekommt und nach Amerika auswandert, oder nicht.

## Rezeption
Bei Rotten Tomatoes bekam der Film 93 von 100 Prozent positiver Kritiken.